# Acuario del Downtown
El Acuario del Downtown (en inglés: Downtown Aquarium)  es un acuario público y un restaurante situado en Denver, Colorado, Estados Unidos, en la intersección de la I-25 y la avenida 23. El edificio principal de 107.000 pies cuadrados (9.900 metros cuadrados) se encuentra en un espacio de 17 acres (6,9 ha) adyacente al río South Platte. Sus acuarios marino y de agua dulce poseen aproximadamente 1.000.000 galones estadounidenses (3.785.000 l), y presentan una gran variedad de peces y otros animales.
El Downtown Aquarium en Denver es propiedad y está gestionado por una empresa privada, y es el acuario más grande entre Chicago y California. Está acreditado por la Asociación de Zoológicos y Acuarios (AZA).